# 다카하시 마사카쓰
다카하시 마사카쓰(일본어: 高橋 正勝, 1938년 2월 26일 ~ )는 일본의 전 프로 야구 선수이다. 미에현 미에군 고모노정 출신이며 현역 시절 포지션은 투수였다.

## 인물
미즈타니 사다오 감독이 이끄는 욧카이치 고등학교 시절에는 다쓰미 하지무, 시마다 고지의 1년 후배였다. 1955년에 팀의 에이스로서 춘계 주부 대회 결승에 진출하여 기후 고등학교(기후현)를 누르고 우승했다. 같은 해 하계 고시엔 미에현 예선에서도 승리했고 ‘산기 대회’ 결승전에서는 기후 상업고등학교의 기요사와 다다히코와 투수전을 벌인 끝에 하계 고시엔 대회(제37회 전국 고등학교 야구 선수권 대회) 진출을 결정지었다. 본선에서는 준준결승에서 니시오카 세이키치, 도이 쇼스케 등이 소속된 조토 고등학교(고치현)에게 완봉승을 거두었고 준결승에서는 우승 후보로 꼽히는 주교 상업고등학교(아이치현)를 눌렀다. 결승전에서는 사카이데 상업고등학교(가가와현)의 오카자키 히데토모(주오 대학→덴덴 간토)와 투수전을 벌인 끝에 4대 1로 승리하여 대회 첫 우승을 이끌었다. 8월에는 전일본 고교 선발 팀으로서는 처음으로 하와이 원정을 경험했다. 같은 해 가나가와 국민 체육 대회의 준결승전에서 리쓰메이칸 고등학교(교토부)의 도미나가 다다오를 무너뜨렸고, 결승전에서는 하마나카 요시카즈가 소속된 와카사 고등학교(후쿠이현)와 접전 끝에 4대 3으로 제압하여 첫 우승했다.
1956년 요미우리 자이언츠에 입단하여 2년째인 1957년 1군에 합류하여 최종전인 주니치 드래건스전에 선발 등판했다. 이날 경기에선 상대 투수 오야네 히로오미와 투수전을 펼쳤지만 5회에 실점하여 강판돼 패전 투수가 됐다. 그 이후에는 야수로 전향하여 1960년에 7경기에 출전했지만 그 해를 마지막으로 현역에서 은퇴했다.
은퇴 후에는 구단에 남아 전력분석원으로서 팀을 지원했다.

## 상세 정보

### 출신 학교
- 미에 현립 욧카이치 고등학교

### 선수 경력
- 요미우리 자이언츠(1956년 ~ 1960년)

### 등번호
- 25(1956년)
- 17(1956년)
- 32(1956년 ~ 1960년)

### 연도별 타격 성적
| 연 도      | 소 속      | 경 기 | 타 석 | 타 수 | 득 점 | 안 타 | 2 루 타 | 3 루 타 | 홈 런 | 루 타 | 타 점 | 도 루 | 도 루 자 | 희 생 번 | 희 생 플 | 볼 넷 | 고 4 | 사 구 | 삼 진 | 병 살 타 | 타 율 | 출 루 율 | 장 타 율 | O P S |
| ---------- | ---------- | ----- | ----- | ----- | ----- | ----- | ------- | ------- | ----- | ----- | ----- | ----- | -------- | -------- | -------- | ----- | ---- | ----- | ----- | -------- | ----- | -------- | -------- | ----- |
| 1957년     | 요미우리   | 3     | 1     | 1     | 0     | 0     | 0       | 0       | 0     | 0     | 0     | 0     | 0        | 0        | 0        | 0     | 0    | 0     | 0     | 0        | .000  | .000     | .000     | .000  |
| 1960년     | 요미우리   | 7     | 7     | 7     | 0     | 1     | 0       | 0       | 0     | 1     | 0     | 0     | 0        | 0        | 0        | 0     | 0    | 0     | 4     | 0        | .000  | .000     | .000     | .000  |
| 통산 : 2년 | 통산 : 2년 | 10    | 8     | 8     | 0     | 1     | 0       | 0       | 0     | 1     | 0     | 0     | 0        | 0        | 0        | 0     | 0    | 0     | 4     | 0        | .000  | .000     | .000     | .000  |

### 연도별 투수 성적
| 연 도      | 소 속      | 등 판 | 선 발 | 완 투 | 완 봉 | 무 4 구 | 승 리 | 패 전 | 세 이 브 | 홀 드 | 승 률 | 타 자 | 이 닝 | 피 안 타 | 피 홈 런 | 볼 넷 | 고 4 | 몸 맞 | 탈 삼 진 | 폭 투 | 보 크 | 실 점 | 자 책 점 | 평 자 책 | W H I P |
| ---------- | ---------- | ----- | ----- | ----- | ----- | ------- | ----- | ----- | -------- | ----- | ----- | ----- | ----- | -------- | -------- | ----- | ---- | ----- | -------- | ----- | ----- | ----- | -------- | -------- | ------- |
| 1957년     | 요미우리   | 3     | 1     | 0     | 0     | 0       | 0     | 1     | --       | --    | .000  | 26    | 6.0   | 3        | 0        | 3     | 0    | 0     | 1        | 0     | 0     | 4     | 1        | 1.50     | 1.82    |
| 통산 : 1년 | 통산 : 1년 | 3     | 1     | 0     | 0     | 0       | 0     | 1     | --       | --    | .000  | 26    | 6.0   | 3        | 0        | 3     | 0    | 0     | 1        | 0     | 0     | 4     | 1        | 1.50     | 1.82    |